# Karin Månsdotter
Karin Månsdotter  (1550 - 1612) was een koningin-gemalin van Zweden. Zij was gehuwd met Erik XIV van Zweden.
- Gemeinsame Normdatei: 121093832
- International Standard Name Identifier: 0000 0000 5340 0324
- KulturNav: e3d17dc1-1487-4ac0-89b0-7b92c8841949
- Library of Congress Control Number: n92031105
- LIBRIS: 205595
- Virtual International Authority File: 74700315
- WorldCat: E39PBJdCkp47VKHf8qQCw77CQq